# Aulo Gabínio Segundo
Aulo Gabínio Segundo (em latim: Aulus Gabinius Secundus) ou Públio Gabínio Segundo (em latim: Publius Gabinius Secundus) foi um político romano nomeado cônsul sufecto 35 com Décimo Valério Asiático.

## Carreira
Depois de seu consulado, em 35, Gabínio foi nomeado por Calígula legado imperial da Germânia Inferior. No começo do reinado de Cláudio, Segundo liderou, em 41, uma campanha vitoriosa contra a tribo germânica contra os caúcos, que habitavam a costa do mar do Norte entre a foz do Elba e a do Ems, como punição por vários raides conduzidos por eles e por sua aliança com os frísios, inimigos de Roma. Os caúcos também haviam lutado ao lado dos queruscos na Batalha da Floresta de Teutoburgo sob a liderança de Armínio em 9.
Os romanos não haviam esquecido a derrota e a campanha de Gabínio conseguiu recuperar o último dos três estandartes legionários perdidos na batalha. Por esta campanha e pela vitória de Sérvio Sulpício Galba contra os catos, Cláudio foi aclamado imperator pelas tropas. Gabínio, por sua vez, recebeu a honra de utilizar o agnome "Cáucio" (em latim: Chaucius).
Contudo, a campanha de Gabínio não foi suficiente para submeter completamente os caúcos. Já em 47, eles voltaram a atacar o território romano e, com suas embarcações leves, passaram a saquear a costa gaulesa.

## Família
Aulo Gabínio Segundo, cônsul sufecto em 43, era possivelmente seu filho.